# Pirata werneri
Pirata werneri este o specie de păianjeni din genul Pirata, familia Lycosidae. A fost descrisă pentru prima dată de Roewer, 1960.
Este endemică în Morocco. Conform Catalogue of Life specia Pirata werneri nu are subspecii cunoscute.